# 紀南麻呂
紀 南麻呂（き の みなみまろ）は、平安時代初期の貴族。左少弁・紀勝雄の子。官位は正五位下・河内守。

## 経歴
従五位下に叙爵後、延暦25年（806年）河内介に任ぜられる。
大同5年（810年）薬子の変が発生すると南麻呂は民部少輔に任ぜられ、平城上皇に呼応して兵を挙げて越前介・登美藤津を捕縛した前越前介・安倍清継と越前権少掾・百済王愛筌を糾問するために朝廷から越前国に派遣される。南麻呂による糾問の結果、清継と愛筌はともに罪を認め、それぞれ流罪に処された。
弘仁2年（811年）河内守として再び地方官に転じると、河内守在任中の弘仁3年（812年）従五位上、弘仁5年（814年）正五位下と嵯峨朝初頭に昇進している。

## 官歴
『日本後紀』による。
- 時期不詳：従五位下
- 延暦25年（806年） 正月28日：河内介
- 大同5年（810年） 9月16日：民部少輔
- 弘仁2年（811年） 正月11日：河内守
- 弘仁3年（812年） 正月7日：従五位上
- 弘仁5年（814年） 2月21日：正五位下、見河内守

## 系譜
- 父：不詳
- 母：不詳
- 妻：不詳
  - 女子：藤原大津室[2]